# Cant dels Nibelungs
El Cant dels Nibelungs (en alemany Nibelungenlied) és una epopeia alemanya medieval escrita cap al 1200 per uns quants joglars anònims que hi recolliren cants anteriors. Escrita en estrofes de quatre versos que rimen de dos en dos, l'obra es divideix en dues parts: la mort de Sigfrid (en alemany modern, Siegfried, en el text medieval, Sîvrit) i la venjança de Crimilda (Kriemhild). Sigfrid, heroi invulnerable, es casa amb Crimilda a canvi d'ajudar el seu germà Günther, rei dels burgundis, a conquerir Brunilda (Brunhild), valquíria i reina verge d'Islàndia. Sigfrid és assassinat per Hagen, súbdit de Gunther, que coneix l'únic punt vulnerable de l'heroi, i que es queda amb la dot de Crimilda: el tresor dels Nibelungs. Per tal de venjar la mort de Sigfrid, Crimilda accepta de casar-se amb Àtila (Etzel), rei dels huns. Atrau els burgundis al país d'Àtila, on són atacats pels huns i derrotats. L'únic supervivent burgundi és Hagen, que es nega a revelar on és el tresor dels Nibelungs. Crimilda li talla el cap amb l'espasa de Sigfrid, i ella mor a mans d'Hildebrand.
Es tracta d'una narració èpica que s'ha anat transmetent oralment fins que es començà a reflectir en manuscrits. No ens ha arribat una obra completa, sinó que hi ha uns 35 manuscrits alemanys i un de neerlandès que reflecteixen la mateixa història amb poques variacions. Les versions completes que es poden trobar avui a les llibreries han estat confeccionades per experts a partir dels manuscrits que han considerat més adients.
El Cant dels Nibelungs conté tres elements fonamentals:
1. Un element pagà, procedent de l'antiga mitologia germànica, que es manifesta en tots els esdeveniments sobrenaturals que hi succeeixen.
2. La història està basada en esdeveniments històrics de l'època de les invasions bàrbares. Així, hi apareixen dos personatges històrics clarament identificables: Àtila, rei dels huns, i Teodoric el Gran, rei dels ostrogots; també es podrien relacionar altres personatges del cant amb personatges històrics, encara que no tan clarament com aquests dos. A més, la segona part està basada en un fet històric: l'aniquilació dels burgundis, que vivien a la zona de Worms, per un exèrcit d'huns comandats pel general romà Aeci. La transmissió oral d'una narració basada en aquests fets mostra la importància que va adquirir la migració dels pobles germànics en l'imaginari col·lectiu d'aquests pobles molts segles després d'haver-se establert.
3. Un element cristià-cortesà, propi de l'època en què s'escrigué aquesta obra.

Així doncs, podem trobar en aquesta obra coses que ens poden sonar tan estranyes com que a la cort d'Àtila se celebren tornejos medievals.
Les sagues escandinaves Völsunga saga i Þiðreks saga af Bern també narren la mateixa història amb variacions importants, encara que hi té molt més pes l'element pagà. Per tant, es tracta d'una narració que es transmet oralment dins de tot l'àmbit dels pobles germànics, inclosa la Gran Bretanya.
Aquesta epopeia ha servit d'inspiració a diferents obres posteriors, entre elles una sèrie de pintures de Johann Heinrich Füssli a principi del segle xix i la tetralogia operística de Wagner L'anell dels Nibelungs, que només es basa llunyanament (i només a l'última òpera, Götterdämmerung) en aquest poema. Ha estat portada al cinema en diferents ocasions i el film més famós és el díptic cinematogràfic Els Nibelungs, dirigit per Fritz Lang el 1924.

## Sinopsi
Es creu que el famós inici del Nibelungenlied és un afegit de l'adaptador de la versió «C» del Nibelungenlied, ja que no apareix al manuscrit de la B, que probablement representa la versió anterior. El metre complicat de l'estrofa, amb rima interna, es pren com a prova més que no és original. Pot haver estat inspirat pel pròleg de la Llegenda dels Nibelungs.
Original
Uns ist in alten mæren | | wunders vil geseit
von helden lobebæren, | | von grôzer arebeit,
von fröuden, hôchgezîten, | | von weinen und von klagen,
von küener recken strîten | | muget ir nu wunder hœren sagen.
Alemany modern
Uns ist in alten Geschichten viel Staunenswertes gesagt
von ruhmwürdigen Helden, von großer Mühsal (im Kampf),
von Freuden und Festen, von Weinen und Klagen,
vom Kampf kühner Helden könnt ihr jetzt viel Staunenswertes sagen hören.
Català
| «                                | Els antics relats ens conten moltes meravelles sobre cèlebres herois, grans desgràcies, alegries i festes, plors i laments, i molts combats entre intrèpids cavallers. Ara, escolteu-les. | » |
| — Anònim, El Cant dels Nibelungs | |   |

El manuscrit B, en canvi, comença amb la introducció de Crimilda, la protagonista de l'obra.

### Part 1
Crimilda creix com una bella dona a Worms, la capital del regne dels burgundis, sota la protecció dels seus germans Gunther, Gernot i Giselher. Allà té un somni que presagia la fatalitat, en què cria un falcó que és mort per dues àguiles. La seva mare explica que això significa que estimarà un home que serà assassinat; Crimilda, per tant, jura romandre soltera.
Al mateix temps, el jove Siegfried rep la seva educació cortesana als Països Baixos; és nomenat cavaller i decideix anar a Worms a demanar Crimilda per esposa. La història de com Siegfried va matar un drac, guanyant un gran tresor d'or, i després es va banyar en la sang del drac per rebre una pell impenetrable és relatada per Hagen, un dels vassalls de Gunther, quan els burgundis veuen apropar-se Siegfried. Siegfried viu a Worms durant un any sense veure Crimilda abans d'ajudar Gunther a lluitar contra l'atac dels saxons i els danesos. Gràcies al seu valor en combat, finalment se li permet veure Crimilda.

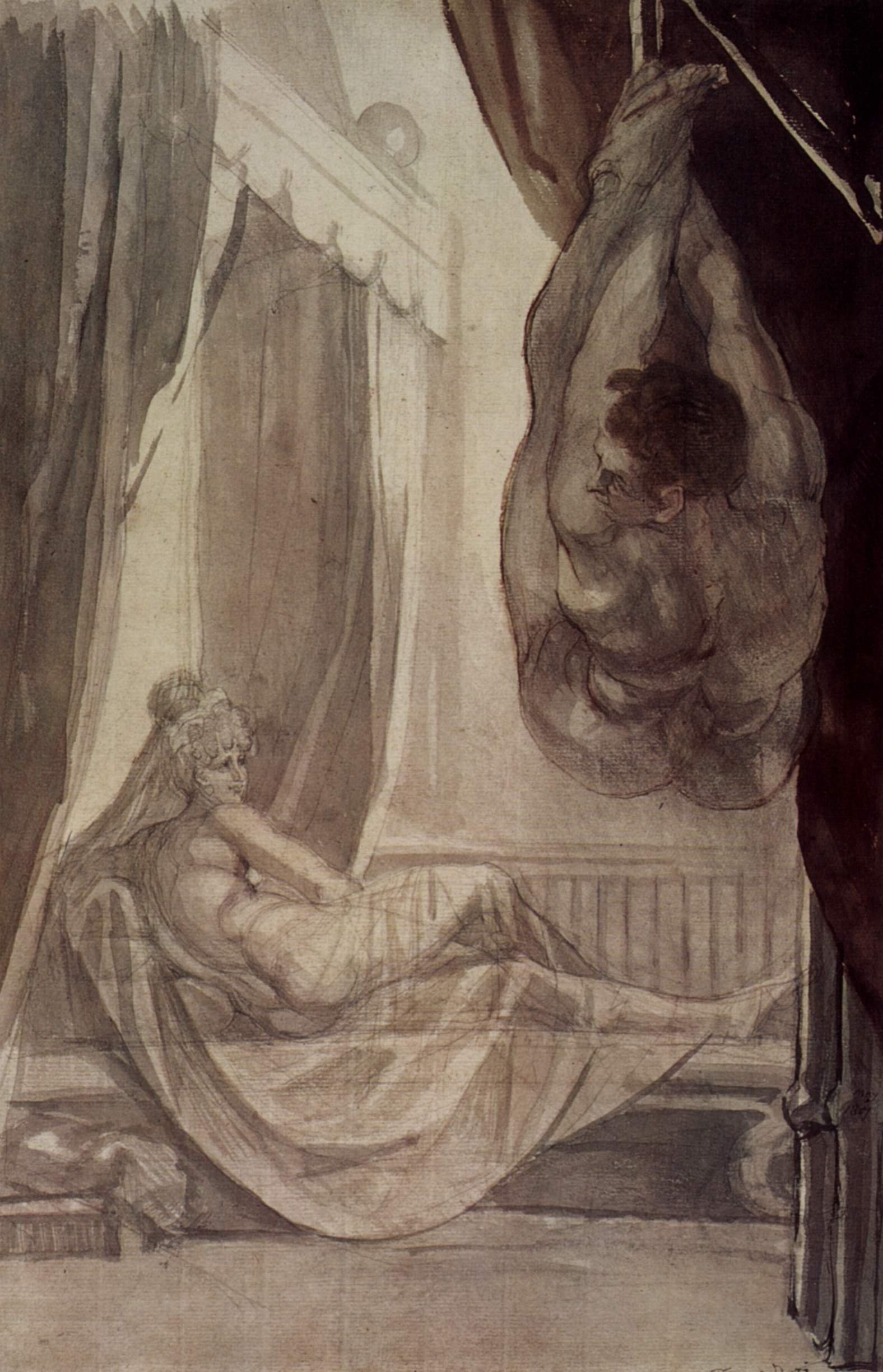
La nit de noces de Gunther (Johann Heinrich Füssli 1807)

Gunther decideix que vol prendre la reina islandesa Brunilda per esposa. Tanmateix, Brunilda és sobrenaturalment forta i desafia aquells que busquen la seva mà en matrimoni en diverses competicions marcials i físiques, matant els perdedors. Per tant, Gunther vol l'ajuda de Siegfried; Siegfried li diu a Gunther que no s'hauria de casar amb Brunilda, però Gunther el convenç d'ajudar-lo amb la promesa que li permetrà casar-se amb Crimilda a canvi. En arribar a Islàndia, Siegfried afirma ser vassall de Gunther i utilitza la seva capa màgica d'invisibilitat (Tarnkappe) per ajudar en secret a Gunther a guanyar tots els concursos i Brunilda accepta tornar a Worms i casar-se amb Gunther. Un cop han tornat, Siegfried demana a Crimilda que es casi amb ell; això desagrada a Brunilda, ja que creu que Siegfried és un vassall mentre que Crimilda és la filla d'un rei. Quan Gunther no explica per què permet que un vassall es casi amb la seva germana, Brunilda es nega a dormir amb ell la nit de noces, en comptes d'això el lliga i el penja d'un ganxo. La nit següent, Gunther demana a Siegfried que lluiti contra Brunilda fins que la sotmeti utilitzant la seva Tarnkappe Siegfried pren el cinturó i l'anell de Brunilda com a trofeu i després deixa que Gunther li prengui la virginitat, cosa que li fa perdre la força.
Després del casament, Siegfried i Crimilda tornen als Països Baixos. Abans que ho facin, Crimilda vol demanar la seva part de l'herència als seus germans, però Siegfried li aconsella que no ho faci. Crimilda vol endur-se Hagen amb ella, però ell s'hi nega. Passen molts anys. Als Països Baixos, Siegfried i Crimilda són coronats; ambdues parelles tenen un fill.
Brunilda està descontenta que Siegfried, a qui encara creu que és vassall de Gunther, mai no vingui a pagar homenatge. Ella convenç a Gunther perquè convidi Siegfried i Crimilda a Worms per a un festí. No obstant això, ella i Crimilda aviat comencen a discutir sobre quin dels seus marits té el rang més |Lienert|2015|p=39-40}}

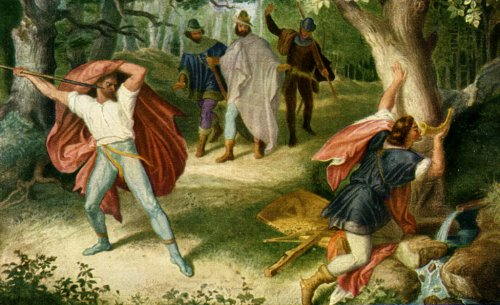
La mort de Siegfried (Julius Schnorr von Carolsfeld, 1847)

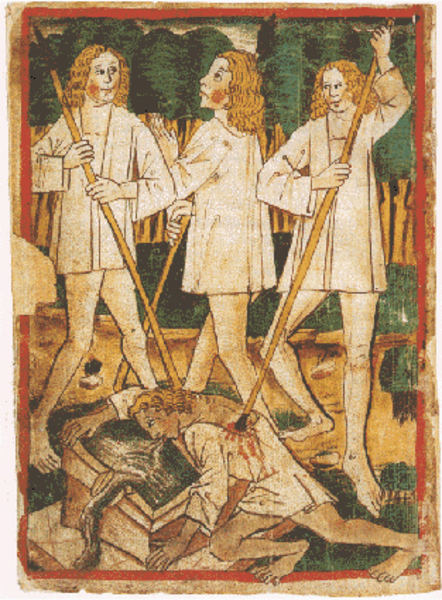
La mort de Sigfrid. Nibelungenlied manuscrit K.

Hagen va a veure Crimilda i li diu que s'està preparant una nova guerra contra els saxons; li agradaria saber on és vulnerable Siegfried per poder-lo protegir. Crimilda accepta marcar el punt entre els omòplats de Siegfried on una fulla havia impedit que la seva pell es tornés invulnerable. En lloc d'una guerra, però, Gunther convida Siegfried a anar de caça. Quan Siegfried s'inclina sobre una font per beure aigua, Hagen el clava una llança a l'esquena, matant-lo. El cos es col·loca davant de la porta de Crimilda. Crimilda sospita immediatament de Gunther i Hagen i les seves sospites es confirmen quan el cadàver de Siegfried sagna en presència de Hagen. Siegfried és enterrat i Crimilda decideix quedar-se a Worms, reconciliant-se oficialment amb Hagen i els seus germans, tot i que continua de dol. Hagen li pren el tresor de Siegfried. Crimilda va romandre soltera durant 13 anys.

### Part 2
Després de la mort de la seva primera esposa, Helche, Etzel, el rei dels huns, decideix demanar a Crimilda que es casi amb ell. Tots els burgundis excepte Hagen estan a favor del partit. Crimilda només hi accedeix després que el missatger d'Etzel, el marcgravi Rüdiger von Bechelaren, li juri lleialtat. Després de set anys com a esposa d'Etzel, Kriemhild li dóna un fill, Ortlieb, i després de tretze anys, convenç Etzel perquè convidi els seus germans i Hagen a un banquet. A Worms, Hagen desaconsella viatjar al castell d'Etzel, però Gunther i els seus germans creuen que Crimilda s'ha reconciliat amb ells i decideixen anar-hi. No obstant això, segueixen el consell de Hagen de viatjar amb un exèrcit.
La partida dels burgundis, que ara són anomenats cada cop més «nibelungs», va acompanyada d'uns quants mals presagis, però Hagen els ignora. Quan els burgundis estan a punt de travessar el Danubi a Baviera, Hagen es troba amb tres nixies, que li profetitzen que només el capellà del rei tornarà de la sala d'Etzel. Per intentar demostrar que la profecia és falsa, Hagen llença el capellà per la borda des del ferri, però ell neda fins a la riba i torna a Worms. Hagen destrueix el ferri un cop han desembarcat per demostrar que no hi pot haver retorn. Quan els bavaresos ataquen els burgundis per venjar el seu barquer, a qui Hagen havia matat, Hagen pren el control de la defensa i els derrota. Els burgundis arriben llavors al regne d'Etzel i són acollits a la ciutat de Bechelaren pel marcgravi Rüdiger; per suggeriment de Hagen, Rüdiger promet la seva filla amb Gisleher i dóna a Gernot una espasa i a Hagen un escut.
Quan els burgundis arriben a Etzelnburg, Dietrich von Bern els adverteix que Crimilda els odia. Crimilda només saluda Gisleher amb un petó i pregunta a Hagen si ha portat amb ell el que li va prendre; més tard, ella s'hi acosta amb la seva corona i en companyia de molts homes armats. Hagen es nega a defensar Crimilda i li col·loca l'espasa de Siegfried a les cames; en reconèixer-ho, els huns que acompanyen Crimilda encara es neguen a atacar Hagen. Mentrestant, l'Etzel no té ni idea d'aquests esdeveniments i dóna la benvinguda als seus convidats amb calidesa.
Hagen aconsella als burgundis que es mantinguin armats. La lluita gairebé esclata en un torneig quan el burgundi Volker von Alzey mata un hun en una justa, però Etzel aconsegueix evitar-ho. Crimilda intenta llavors convèncer Dietrich von Bern i Hildebrand perquè ataquin els burgundis; ells es neguen, però el germà d'Etzel, Bloedelin, hi accedeix. Al següent banquet, Crimilda fa que ella i el fill d'Etzel, Ortlieb, siguin portats a la sala. Bloedelin ataca i mata els escuders burgundis fora de la sala de festes, però és assassinat pel germà de Hagen, Dankwart. Quan Dankwart, l'únic supervivent, entra a la sala i informa de l'atac, Hagen decapita Ortlieb i esclata la lluita dins la mateixa sala de festes. Els huns estan desarmats i massacrats, però Dietrich i Hildebrand organitzen que Etzel, Crimilda, Rüdiger i els seus propis homes surtin de la sala.

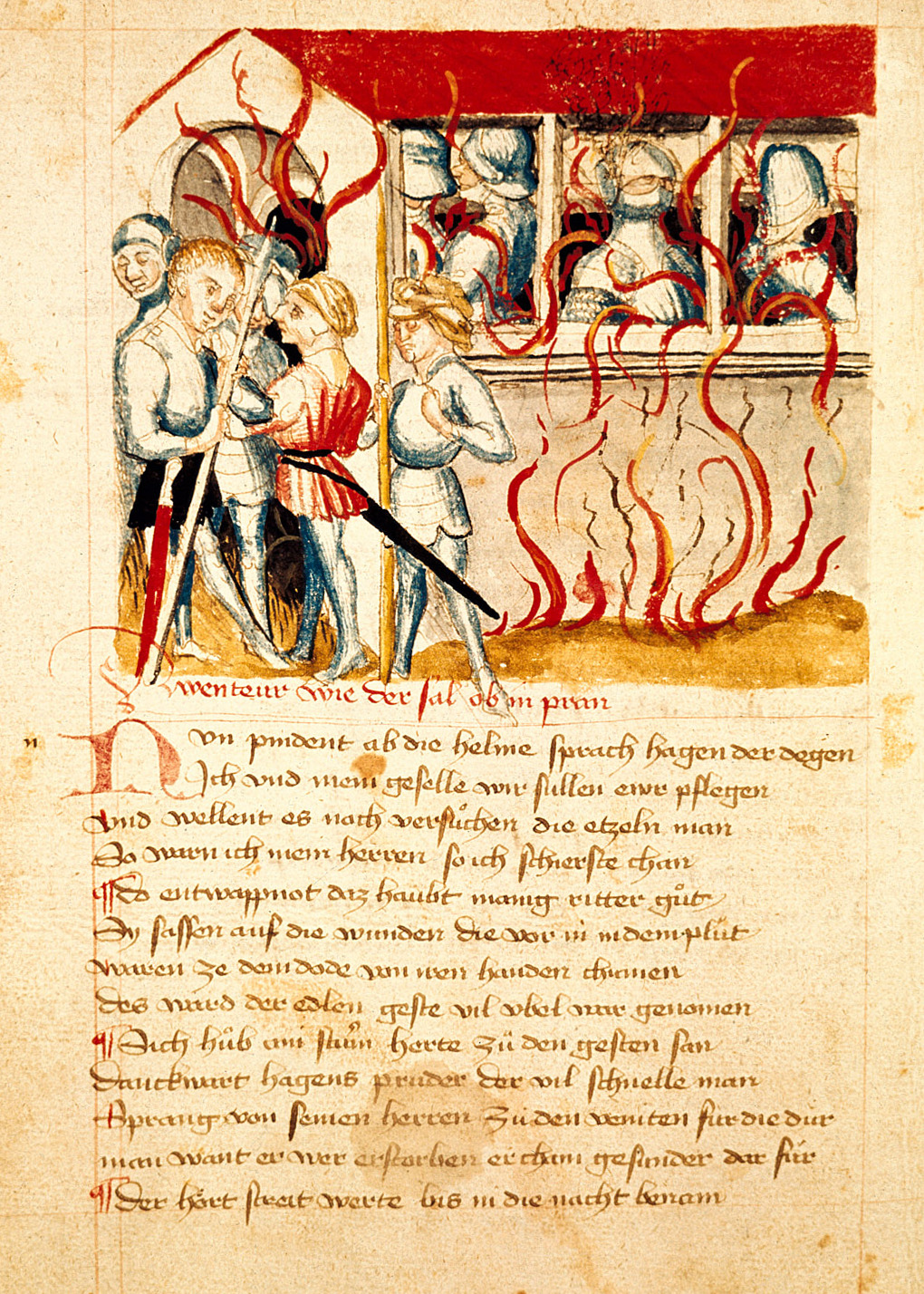
Els huns van calar foc a la sala d'Etzel amb els burgundis a dins. Il·luminació del Còdex Hundeshagenscher (mitjan).

Els burgundis s'atrinxeren a la sala, que està assetjada pels guerrers d'Etzel. Diversos intents d'atac dels huns són rebutjats, però no es pot acordar una treva perquè Crimilda exigeix que li lliurin Hagen. Crimilda ordena que es cali foc a la sala, però els burgundis sobreviuen. L'endemà, Etzel i Crimilda obliguen Rüdiger a entrar a la batalla, tot i que està lligat als burgundis per amistat i parentiu. Lluita contra en Gernot i els dos es maten mútuament. La mort de Rüdiger fa que els herois de Dietrich von Bern intervinguin, tot i que Dietrich els ha dit que no ho facin. El conflicte porta a la mort de tots els burgundis excepte Hagen i Gunther, i de tots els herois de Dietrich excepte el seu mentor Hildebrand. El mateix Dietrich ara lluita i fa presoners Hagen i Gunther.
Crimilda exigeix que Hagen li torni el que li ha pres. La convenç que li dirà on és el tresor de Siegfried si ella mata primer Gunther, però després li diu que ara mai ho sabrà. Crimilda mata Hagen amb l'espasa de Siegfried. Que aquest gran heroi hagi estat assassinat per una dona fa sentir mala gana a Etzel, Dietrich i Hildebrand. La mort de Hagen enfureix tant Hildebrand que mata Crimilda.

## Galeria

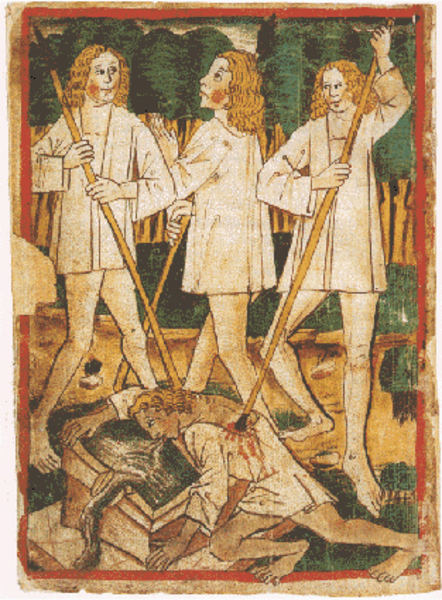
La mort de Sigfrid en un manuscrit dels anys 1480-1490
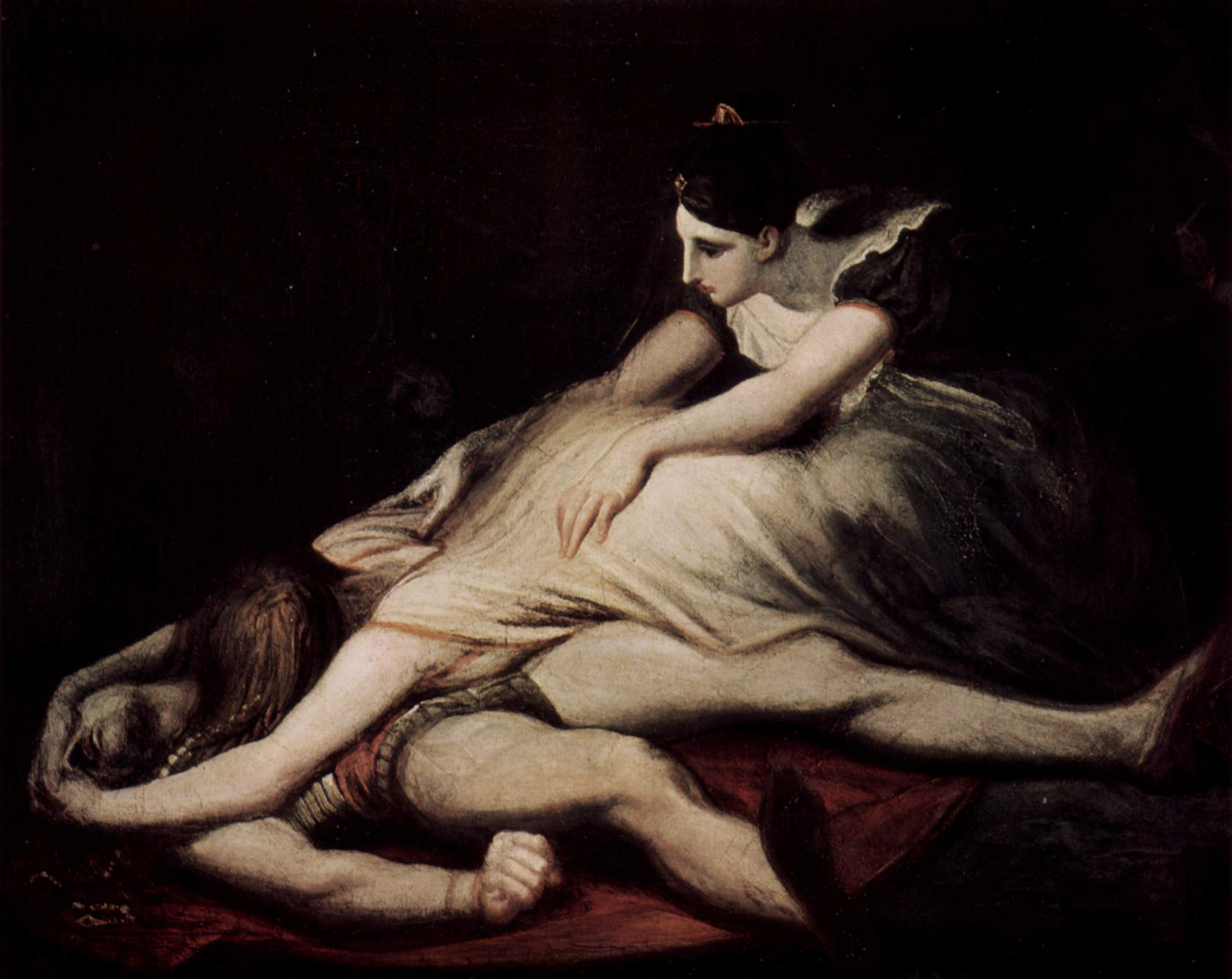
Kriemhild s'aboca sobre el cos mort de Siegfried de Johann Heinrich Füssli (1817)
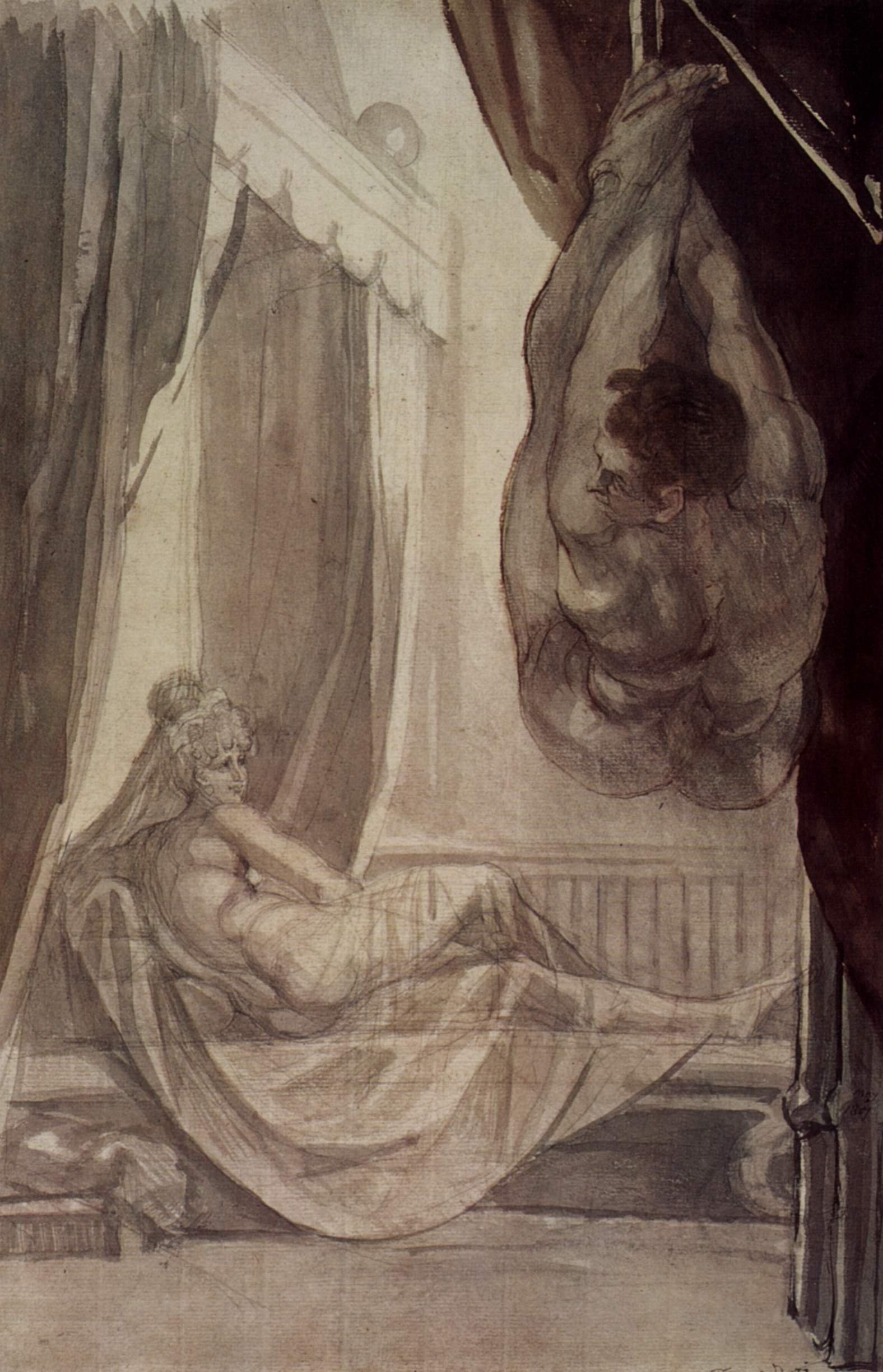
Nit de noces de Gunther, de Johann Heinrich Füssli (1807)
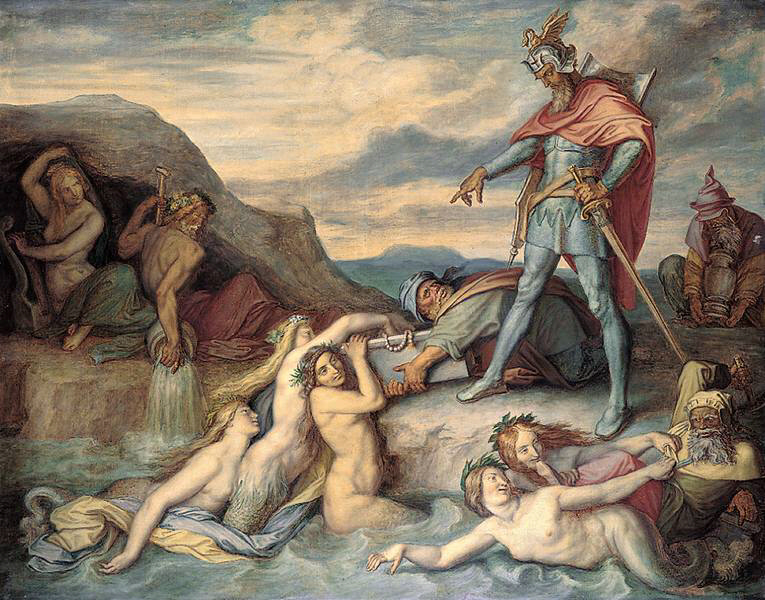
Gunther ordena a Haghen que amagui el tresor al Rin, de Peter von Cornelius (1859)

## Traduccions catalanes
- El Cant dels Nibelungs. Traducció de Joan Dalmases. Martorell: Adesiara editorial, 2023.[24]